# Milan Křenek
Milan Křenek (* 31. července 1946 Praha) je český malíř, původním povoláním středoškolský učitel elektrotechniky, později vysokoškolský pedagog se zaměřením mimo jiné i na průmyslový design a výtvarnou výchovu. Jeho malířská tvorba zahrnuje stylizovanou krajinomalbu, figurální kompozice i abstraktní obrazy.

## Životopis
Milan Křenek pochází z Prahy, kde stále žije. Po absolvování elektrotechnické fakulty ČVUT několik let učil elektrotechniku a elektroniku na střední škole. Již v té době navštěvoval kurzy kresby, poté absolvoval večerní pomaturitní studium na SOŠ výtvarné na Hollarově nám. Úspěšně složil zkoušky na Akademii výtvarných umění, ale nemohl být přijat kvůli tehdejším zákonům, které neumožňovaly následné absolvování dvou vysokých škol v denním studiu. Později vystudoval výtvarnou výchovu na Pedagogické fakultě Karlovy Univerzity. Na této fakultě působil nejprve jako odborný asistent technických předmětů a průmyslového designu, později vyučoval 20 let také výtvarnou výchovu pro obor pedagogika volného času. Po úspěšné obhajobě habilitační práce dosáhl hodnosti docenta pedagogiky. Napsal učebnici pro základní školy Elektrotechnika kolem nás, kterou rovněž ilustroval, je autorem řady odborných článků a autorem nebo spoluautorem několika skript. Demonstrační elektrotechnická stavebnice, jejíž design navrhl, byla vystavena na výstavách úspěchů českých vysokých škol v Karolinu a v Národním technickém muzeu v Praze.
Díky znalosti němčiny také několik let vedl výuku kresby, malby a dějin umění v prázdninových přípravných kurzech pro studium na rakouských vysokých školách výtvarného zaměření. Svých znalostí výtvarného umění a zejména architektury vedle toho využívá při průvodcovské činnosti: působí jako průvodce turistů z německé jazykové oblasti, od roku 2008 jezdí s kulturně-poznávacími a turistickými zájezdy českých klientů do Německa a Rakouska.
Od předčasného odchodu do důchodu roku 2007 se věnuje převážně vlastní malířské tvorbě.

## Tvorba
Křenek sám sebe zařazuje mezi pokračovatele tzv. klasické moderny. Začínal jako impresionista, později byl ovlivněn expresionismem, fauvismem a kubismem. V pozdějším období se věnoval i abstrakci, ale zůstal věrný i tvorbě figurativní (krajiny, figurální kompozice, portréty) – své výstavy poslední doby proto nazývá „Paralelní cestou“. Maluje temperou na malířskou lepenku nebo sololit. Později se v jeho tvorbě vyskytují též situační a dějové náměty ve formě stylizovaných zvířátek či příšerek. Měl několik desítek samostatných výstav, zúčastnil se i velkého množství výstav společných. Je členem několika malířských spolků: Sdružení pražských malířů, Jednota umělců výtvarných, Sdružení výtvarníků ČR, Nové sdružení pražských umělců.

## Galerie

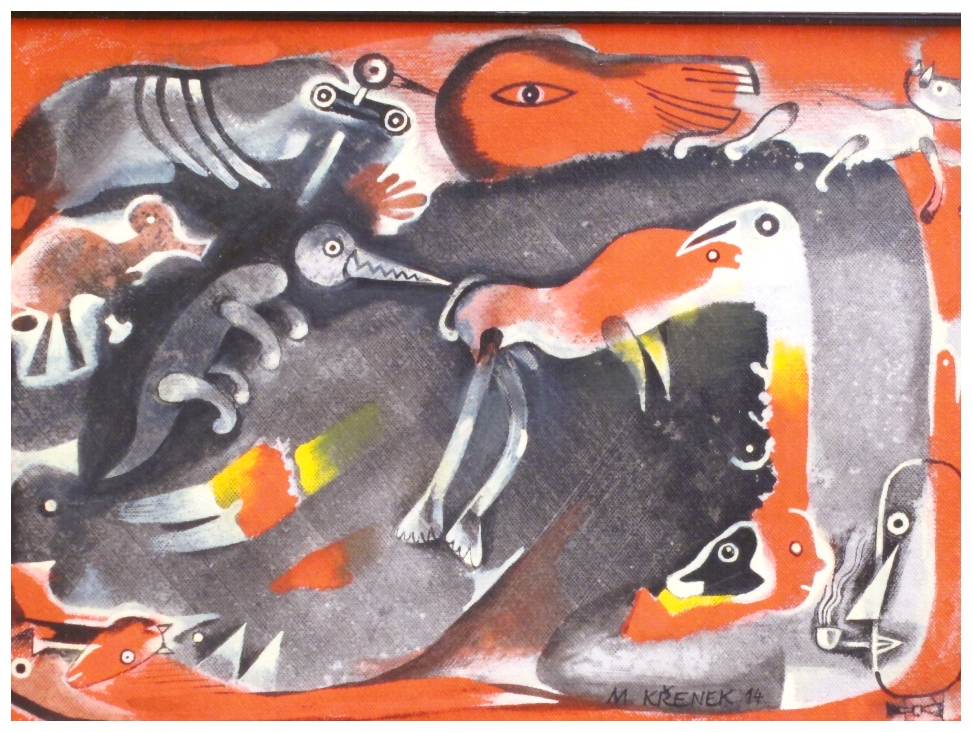
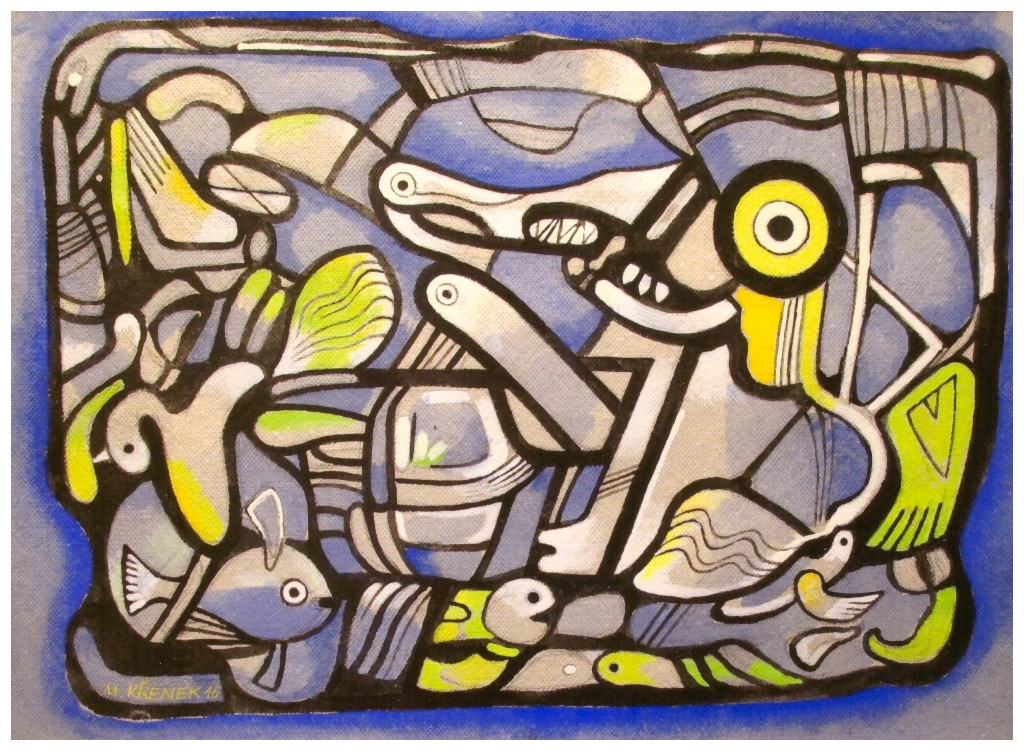
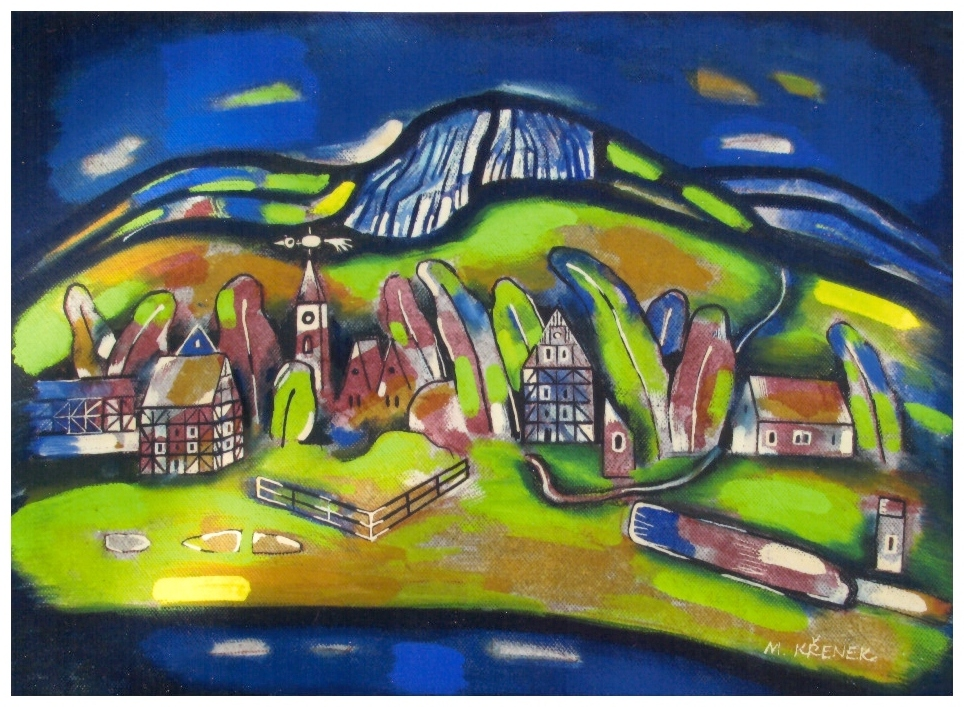
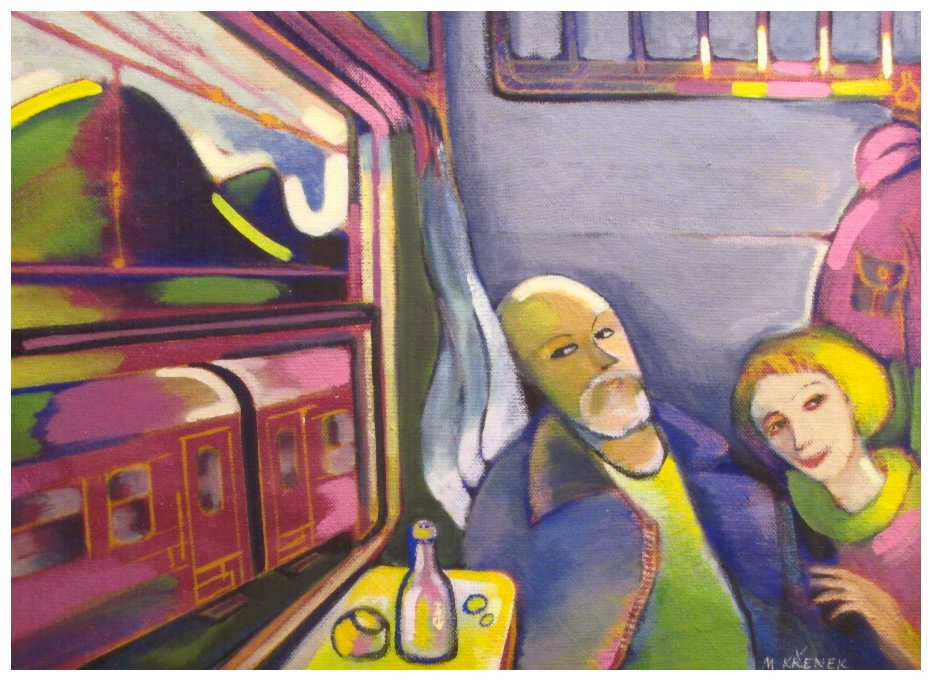
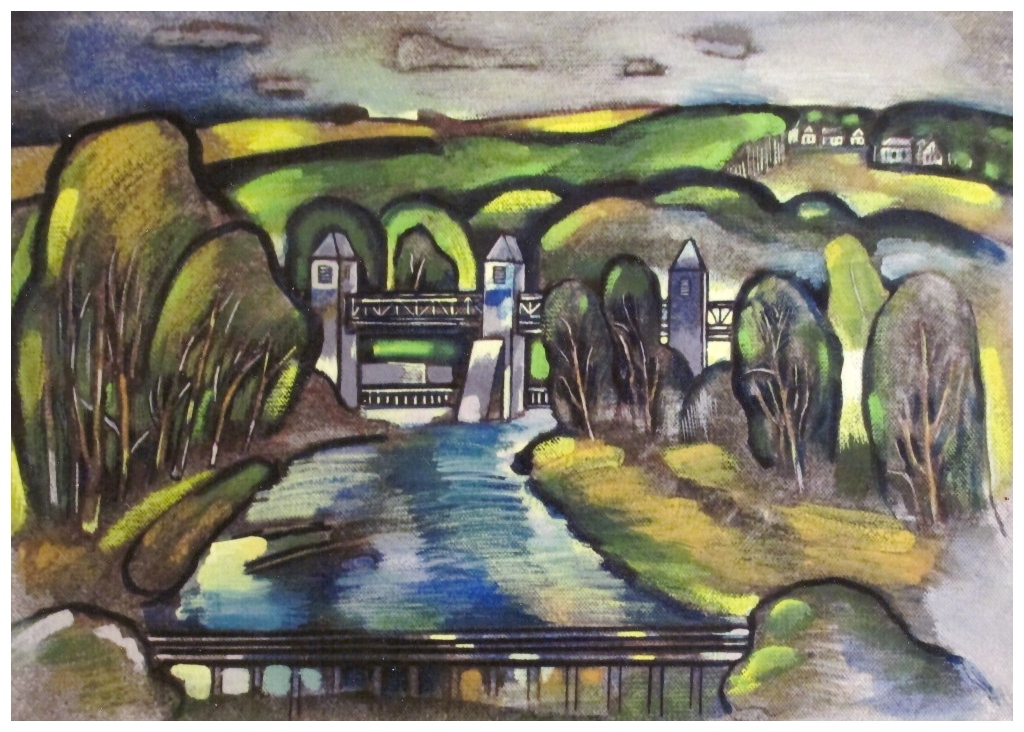